# Нагль, Тома Патри
Тома Патрис Нагль (фр. Thomas Patrice Nagle; 1771—1822) — французский военный деятель, бригадный генерал (1812 год), барон (1810 год), участник революционных и наполеоновских войн.

## Биография
Ирландец по происхождению. Родился в семье пехотного капитана Жерара Нагля (фр. Gérard Nagle; 1732—1808) и его супруги Анны МакСуини (фр. Anne Claudine MacSwigney; ок.1735—1805). 10 августа 1780 года поступил кадетом в ирландский пехотный полк Бервика (с 1 января 1791 года – 88-й пехотный полк) на французской службе. 13 марта 1783 года стал младшим лейтенантом, 27 мая 1789 года – лейтенантом. 15 сентября 1791 года произведён в капитаны. Принимал участие в кампаниях 1792-93 годов в рядах Рейнской армии, сражался при Жемаппе, Неервиндене, Ондскоте и Ваттиньи. 7 июля 1794 года стал командиром батальона 159-й линейной полубригады, слитой 19 февраля 1796 года путём амальгамы с 10-й линейной полубригадой в составе Армии Берегов Океана. В 1797 году переведён в Рейнско-Мозельскую армию, участвовал в сражениях при Раштатте, Эттлингене, Нересхайме, Фридберге, Гайзенфельде, Биберахе и Келе.
6 июня 1798 года в Витре женился на Анне Бикерон (фр. Anne Bicqueron; 1778—1834), от которой имел сына и дочь.
12 января 1798 году зачислен в Английской армии. С 1799 по  1803 годы служил в Итальянской армии. Участвовал в сражениях при Мураццо и Женоле. 3 ноября 1803 года произведён в майоры и назначен заместителем командира 17-го полка линейной пехоты.
28 марта 1808 года Нагль получил звание полковника, и возглавил 92-й полка линейной пехоты, который входил в состав пехотной дивизии генерала Бруссье в Итальянской армии принца Богарне. Участвовал в Австрийской кампании 1809 года. Сражался 16 апреля при Сачиле, где был ранен пулей в грудь. 7 мая возглавил временный сводный полк вольтижёр в авангарде Дессе. 8 мая отличился при переправе через Пьяве, где авангард героически удерживали плацдарм против превосходящих сил неприятеля. 10 мая Дессе вошёл в Порденоне, выбив из него австрийцев. 11 мая рано утром переправился через брод Тальяменто. 12 мая авангард подошёл к крепости Осопо, снял блокаду с этого места и пополнил запасы патронов и хлеба на четыре дня. 15 мая атаковал противника перед Мальборгетто и быстро оттеснил его в эту деревню. 20 мая авангард был расформирован и Нагль вернулся в свой полк. 26 мая при Граце и 6 июля 1809 года при Ваграме, где ранен ядром в нижнюю часть живота.
6 августа 1811 года переведён в Императорскую гвардию в звании майора-полковника и возглавил 4-й полк вольтижёров. Принимал участие в Русской кампании 1812 года. Его полк лишь в августе присоединился в Смоленске к своей 1-й гвардейской пехотной дивизии генерала Делаборда. В конце сентября полк вступил в Москву, где нёс караульно-постовую службу. 11 октября 1812 года Нагль получил звание бригадного генерала, и 28 октября был назначен командиром 1-й бригады 13-й пехотной дивизии генерала Дельзона 4-го корпуса. В состав бригады входили бывший полк Нагля 92-й и 106-й линейные. 9 ноября дивизия сражалась на реке Вопь, 10 ноября – при Духовщине, 11 ноября – под Смоленском, 16 ноября – при Красном. Остатки полков 27 ноября переправились через Березину и 12 декабря покинули пределы России, перейдя Неман при Ковно. 15 июня 1813 года Нагль был назначен комендантом острова Олерон. 18 марта 1814 года по приказу министра военной администрации Дарю занял пост военного коменданта Рошфора.
При первой Реставрации с 1 по 20 мая 1814 года исполнял обязанности командующего департамента Вьенна. 16 августа 1814 года возвратился на пост коменданта острова Олерон. В 1816-17 годах был инспектором пехоты 12-го военного округа в Нанте. 5 августа 1818 года назначен королевским лейтенантом Страсбурга. 18 ноября 1818 года переведён в инспекцию пехоты Генерального штаба. 21 апреля 1820 года возглавил 1-ю суб-дивизию 5-го военного округа. 31 января 1821 года – 1-ю суб-дивизию 12-го военного округа.
Умер 9 ноября 1822 года в Ла-Рошели в возрасте 51 года.

## Воинские звания
- Кадет (10 августа 1780 года);
- Младший лейтенант (13 марта 1783 года);
- Лейтенант (27 мая 1789 года);
- Капитан (15 сентября 1791 года);
- Командир батальона (7 июля 1794 года, утверждён 11 октября 1801 года);
- Майор (3 ноября 1803 года);
- Полковник (28 марта 1808 года);
- Полковник-майор гвардии (6 августа 1811 года);
- Бригадный генерал (11 октября 1812 года).

## Титулы

Герб барона

- Барон Нагль и Империи (фр. baron Nagle et de l'Empire; декрет от 15 августа 1809 года, патент подтверждён 22 октября 1810 года в Фонтенбло)[2][3].

## Награды
Легионер ордена Почётного легиона (25 марта 1804 года)
 Офицер ордена Почётного легиона (25 апреля 1812 года)
 Кавалер военного ордена Святого Людовика (20 августа 1814 года)
 Командор ордена Почётного легиона (1 мая 1821 года)